# Bondeno
Bondeno är en ort och kommun i provinsen Ferrara i regionen Emilia-Romagna i Italien. Kommunen hade 14 133 invånare (2018).